# تام برادشاو
تام برادشاو (انگلیسی: Tom Bradshaw; ۷ فوریهٔ ۱۹۰۴ – ۲۲ فوریهٔ ۱۹۸۶) بازیکن فوتبال اهل اسکاتلند بود.

## باشگاهی
از باشگاه‌هایی که در آن بازی کرده‌است می‌توان به باشگاه فوتبال بری، باشگاه فوتبال لیورپول اشاره کرد.

## تیم ملی
وی همچنین در تیم ملی فوتبال اسکاتلند بازی کرده است.